# Paquín (revista)
Paquín fue una revista mexicana de historieta, la primera del país que logró gran éxito comercial en varios tamaños: grande (17 x 27), chico (20 x 13) y mínimo (10 x 13 cm). La publicaba los miércoles Editorial Sayrols, y su existencia se extendió de 1934 a 1947.[cita requerida]

## Historia
La revista Paquín surge en 1934 cuando Editorial Sayrols compra la revista Pin-pón, una publicación destinada al público infantil que incluía historietas pero que no tuvo gran trascendencia. La editorial comienza por cambiarle el nombre y asignarle el de Paquín, posiblemente en referencia al nombre del dueño de la casa editora, Francisco Sayrols. Su emblema fue desde entonces Henry, el personaje de la tira cómica del mismo nombre, de Carl Anderson.[cita requerida]
Paquín adoptó el subtítulo de "semanario infantil ilustrado", con temas diversos que incluían algunas historietas, pero poco después cambió por el de "semanario humorístico para personas de 100 meses a 100 años", con lo que pretendía captar al público juvenil y adulto y dejar atrás el tópico de que la historieta era únicamente para niños. Su coste inicial era de diez centavos.

### La competencia
Inmediatamente después de su aparición, la revista se convirtió en un éxito rotundo, y pocos años después otros empresarios se lanzarían a la conquista del mercado del cómic. En 1935 apareció Paquito, una publicación que pretendía ser la copia de Paquín. Pronto Paquito, junto con Pepín y Chamaco se adueñarían de las principales plazas del mercado y sus historietas serían predominantemente mexicanas, mientras que Paquín se mantendría fiel al cómic importado y, aunque relegado en la carrera de la competencia, logró conservar un importante público.[cita requerida]
En 1947, la publicación se vendió a Editora de Periódicos, S.C.L., duela del periódico La Prensa.[cita requerida]

## Contenido
Entre sus historietas predominaban las importadas, sobre todo aquellas que cosechaban éxito en los Estados Unidos, mientras que el trabajo de historietistas mexicanos era más bien marginal.
| Duración | Números | Título               | Autoría         | Procedencia                   |
| -------- | ------- | -------------------- | --------------- | ----------------------------- |
|          |         | Terry y los piratas  | Milton Caniff   | Tira de prensa estadounidense |
|          |         | El Agente Secreto X9 | Alex Raymond    | Tira de prensa estadounidense |
| 1935-    |         | A batacazo limpio    | Rafael Araiza   | Nueva, pasó a Chamaco         |
|          |         | Mr. McAnna           | Alfonso Tirado  |                               |
|          |         | Simplón Colilla      | Salvador Patiño |                               |